# Doru Mihuț
Doru Mihuț (n. 5 martie 1957, Târgu Jiu, Republica Populară Română) este un fost jucător român de fotbal care a activat pe postul de atacant.

### Activitate
- Pandurii Târgu Jiu (1979-1980)
- Olimpia Satu Mare (1980-1983)
- SC Bacău (1983-1985)
- FC Bihor Oradea (1985-1986)
- Oțelul Galați (1986-1987)
- FCM Progresul Brăila (1987-1988)
- Pandurii Târgu Jiu (1988-1990)
- Minerul Motru (1990-1991)